# Virgulóides?
Virgulóides? é o álbum de estreia da banda paulistana Os Virgulóides, lançado em 1997 pelo selo Excelente Discos. A música "Bagulho no Bumba" se tornou um grande hit, sendo uma das mais executadas em rádios e TV de todo o país.
O álbum teria vendido mais de 200 mil cópias.

## Faixas
| N.º            | Título                     | Compositor(es)                                      | Duração |  |
| 1.             | "Bagulho No Bumba"         | D.P, Beto Demoreaux                                 | 3:22    |  |
| 2.             | "House da Madame"          | Henrique Lima                                       | 2:47    |  |
| 3.             | "Zoião de Sapo-Boi"        | Henrique Lima                                       | 3:09    |  |
| 4.             | "Festa da Dona Teta"       | Henrique Lima, Beto Demoreaux                       | 3:04    |  |
| 5.             | "Médico Safado"            | Henrique Lima                                       | 2:54    |  |
| 6.             | "Sebunda feira"            | Henrique Lima, Beto Demoreaux                       | 3:00    |  |
| 7.             | "Dum-Dum"                  | (Folclore Africano)                                 | 3:20    |  |
| 8.             | "Salve o Cabra Macho"      | Henrique Lima                                       | 3:35    |  |
| 9.             | "Nego Velho (O Mano Véio)" | Mário Sergio Ferreira Brochado, Edmar Marques Silva | 2:22    |  |
| 10.            | "Raimunda"                 | Henrique Lima                                       | 3:33    |  |
| 11.            | "Qué Picá"                 | Henrique Lima                                       | 3:09    |  |
| Duração total: | Duração total:             | Duração total:                                      | 33:55   |  |

## Músicos

### Banda
- Henrique Lima - Vocal, Violão e Guitarra
- Beto Demoreaux - Baixo e backing vocal
- Paulinho Jiraya - bateria, Cavaco, Surdo, Pandeiro, Triângulo, teclado e Backing Vocal

### Apoio
- Marcelo Fumaça - Backing Vocal
- Negreli - Ganzá, Conga e Backing Vocal[3]
- Biroska - Congas e Apito

## Ligações Externas
Página não oficial da banda
Página na Cliquemusic